# Liste der salvadorianischen Botschafter in Frankreich

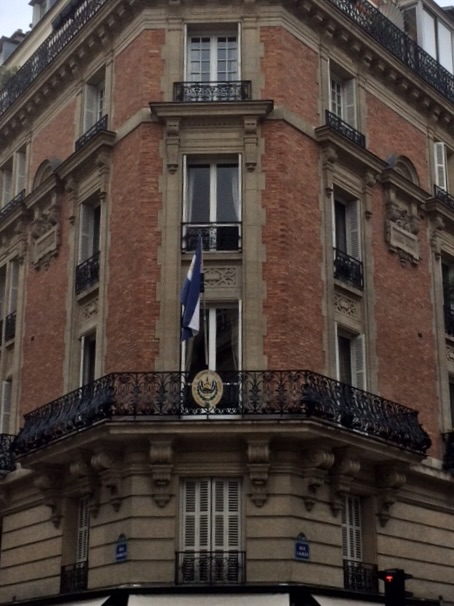
Die Botschaft befindet sich in der 12, rue Galilée Paris. Fotografie von 2014

Der Botschafter in Paris ist regelmäßig auch als ständiger Vertreter der salvadorianischen Regierung bei der UNESCO akkreditiert.
| Ernennung/Akkreditierung | Botschafter                        | Bemerkungen                                                                                   | ernannt von                    | akkreditiert bei         | Posten verlassen |
| ------------------------ | ---------------------------------- | --------------------------------------------------------------------------------------------- | ------------------------------ | ------------------------ | ---------------- |
| 1875                     | José María Torres Caicedo          | (* 30. März 1830 in Bogotá 27. September 1889 in Paris)                                       | Santiago González Portillo     | Patrice de Mac-Mahon     | 27. Sep. 1889    |
| 1902                     | Rafael Zaldívar                    | 27 Avenúe de la Grande Armée                                                                  | Tomás Regalado                 | Émile Loubet             |                  |
| 1912                     | José Gustavo Guerrero              |                                                                                               | Manuel Enrique Araujo          | Armand Fallières         | 1914             |
| 1919                     | Miguel Dueñas                      |                                                                                               | Jorge Meléndez Ramírez         | Raymond Poincaré         |                  |
| 3. Nov. 1930             | José Gustavo Guerrero              | Ha sido dudante veintisiete años Ministro Plenipotenciario de El Salvador en Francia e Italia | Pío Romero Bosque              | Gaston Doumergue         |                  |
| 1930                     | Joaquin Paredes                    | Geschäftsträger auch beim Völkerbund in Genf.                                                 | Pío Romero Bosque              | Gaston Doumergue         | 1934             |
| März 1938                | Joaquín Paredes                    | [ 3 ]                                                                                         | Maximiliano Hernández Martínez | Albert Lebrun            |                  |
| März 1938                | Héctor Escobar Serrano             | Ministro Plenipotenciario                                                                     | Maximiliano Hernández Martínez | Albert Lebrun            |                  |
| 1939                     | Raúl Contreras                     | ab Sommer 1940 in Vichy.                                                                      | Maximiliano Hernández Martínez | Albert Lebrun            |                  |
| 17. Juli 1945            | Ramón Arturo Bustamante            | Geschäftsträger                                                                               | Salvador Castaneda Castro      | Charles de Gaulle        |                  |
| 2. Apr. 1950             | Pedro Escalante Arce               | [ 5 ]                                                                                         | Óscar Osorio Hernández         | Vincent Auriol           |                  |
| 1962                     | Ricardo Alvarado Gallardo          |                                                                                               | Eusebio Rodolfo Cordón Cea     | Charles de Gaulle        | 1967             |
| 1978                     | Rafael Alvarez Lemus               |                                                                                               | Carlos Humberto Romero         | Valéry Giscard d’Estaing | 1980             |
| 19. Jan. 1981            | Armando Chavez Viaud               | [ 6 ]                                                                                         | José Napoleón Duarte           | François Mitterrand      |                  |
| 20. Apr. 1994            | Carmen-Maria Gallardo de Hernandez | [ 7 ]                                                                                         | Armando Calderón Sol           | François Mitterrand      |                  |
| 27. März 1995            | José Ramiro Zepeda Roldan          | [ 8 ]                                                                                         | Armando Calderón Sol           | Jacques Chirac           |                  |
| 15. März 2005            | Joaquim Rodezno Munguia            | [ 9 ]                                                                                         | Antonio Saca                   | Jacques Chirac           |                  |
| 3. Dez. 2010             | Francisco Humberto Galindo Vélez   | 13. August 2010 ernannt                                                                       | Mauricio Funes                 | Nicolas Sarkozy          | Dez. 2015        |
| 15. August 2016          | Carmen María Gallardo              | Botschafter in Österreich, UN, Slowakei, Kroatien, Ungarn, Rumänien und Bulgarien             | Salvador Sánchez Cerén         | François Hollande        |                  |